# Fervaches
Fervaches ist eine Ortschaft und eine Commune déléguée in der französischen Gemeinde Tessy-Bocage mit 348 Einwohnern (Stand: 1. Januar 2018) im Département Manche in der Normandie. Die Einwohner werden Fervachais genannt.
Seit dem 1. Januar 2016 gehört Fervaches zur Commune nouvelle Tessy-Bocage.

## Geografie
Fervaches liegt etwa 14 Kilometer südlich von Saint-Lô am Vire. 

## Bevölkerungsentwicklung
| Jahr                       | 1962 | 1968 | 1975 | 1982 | 1990 | 1999 | 2006 | 2013 | 2018 |
| Einwohner                  | 291  | 316  | 262  | 238  | 240  | 285  | 344  | 392  | 348  |
| Quellen: Cassini und INSEE |      |      |      |      |      |      |      |      |      |

## Sehenswürdigkeiten
- Kirche Saint-Pierre-ès-Liens aus dem 19. Jahrhundert, Monument historique

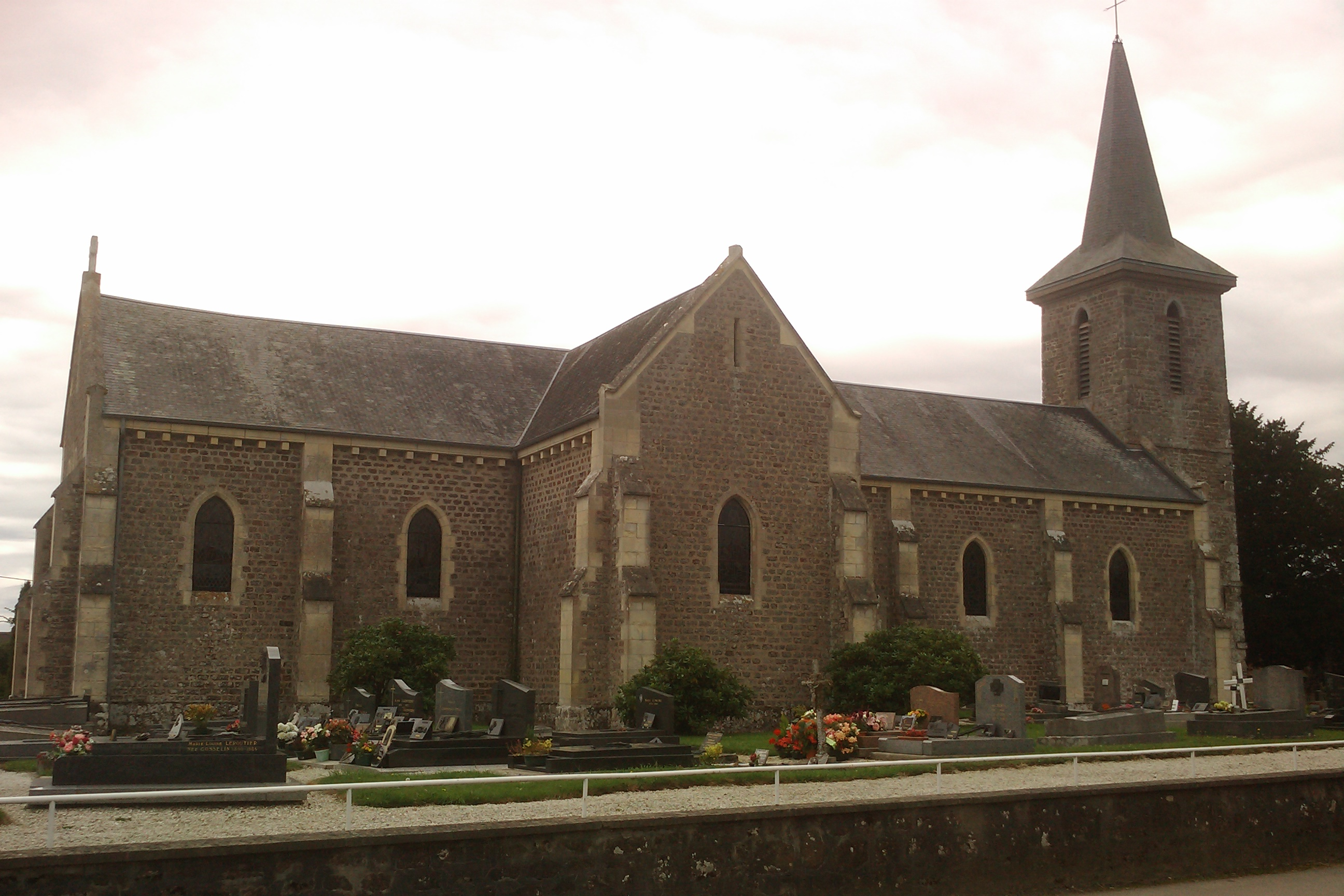
Kirche Saint-Pierre-ès-Liens

- Grotte am Vire

## Persönlichkeiten
- Guillaume Mauviel (1759–1814), katholischer Priester und Bischof von Aux Cayes (Haiti)